# みやこ豊津インターチェンジ
みやこ豊津インターチェンジ（みやことよつインターチェンジ）は、福岡県京都郡みやこ町にある東九州自動車道・椎田道路（東九州自動車道に並行する一般国道10号の自動車専用道路）のインターチェンジである。

## 概要
2014年12月13日に供用開始した。計画当初の仮称は、豊津インターチェンジ（とよつインターチェンジ）であった。
当ICの供用開始に伴い徳永交差点 - みやこ豊津IC間の椎田道路は事実上みやこ豊津ICのランプウェイとして機能するようになった。
福岡県警察高速道路交通警察隊の豊津分駐隊が設けられている。

## 歴史
- 2010年（平成22年）11月2日 : 苅田北九州空港IC - 豊津IC間の一部区間について国土交通大臣より土地収用法に基づく事業認定が公示[3]。
- 2014年（平成26年）12月13日 : 行橋IC - みやこ豊津IC間開通に伴い供用開始。また、同区間内に今川PA/SICが開設される[2]。

## 料金所

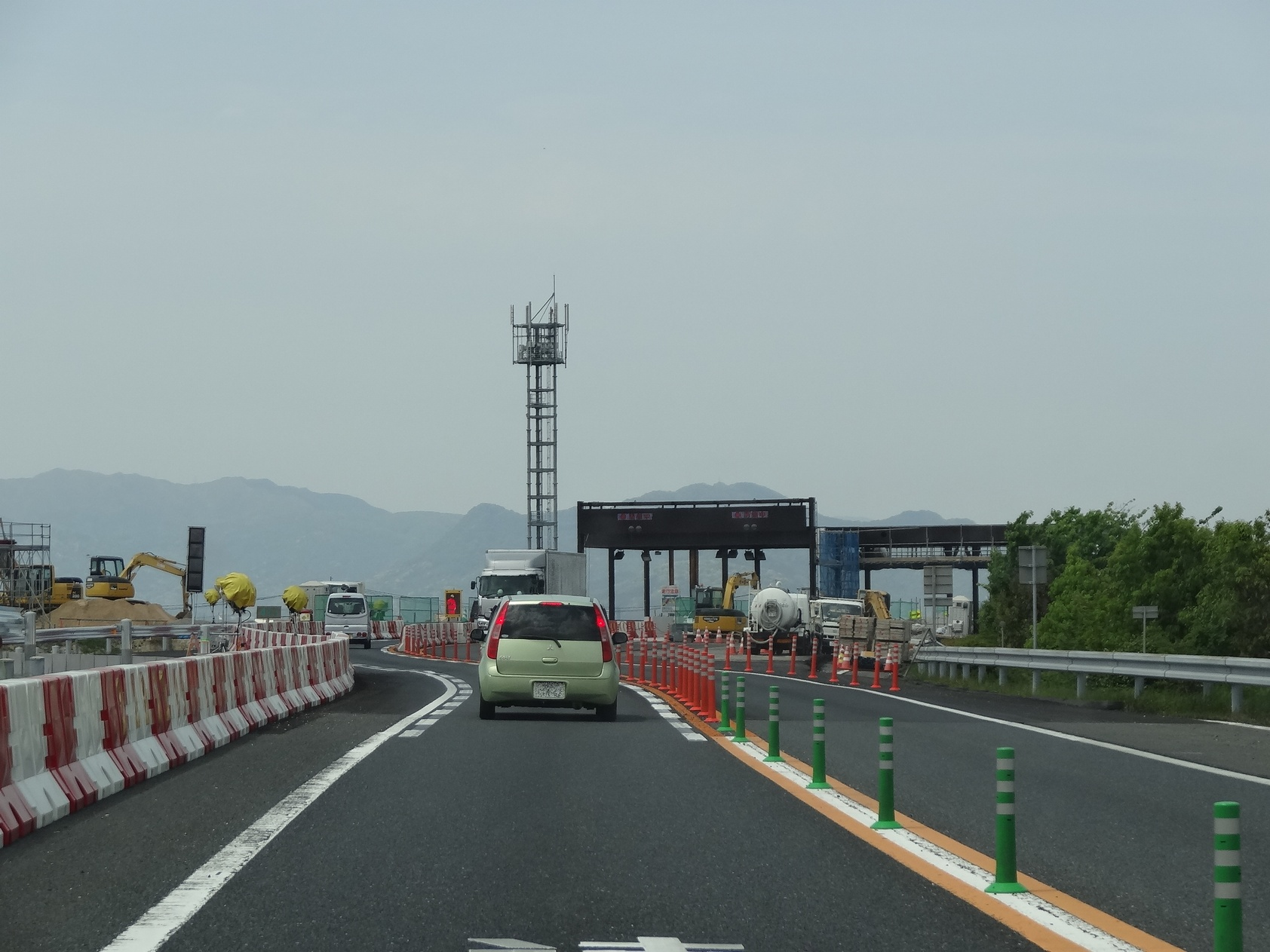
国道10号椎田道路から見た建設中の料金所（北九州方面、2014年5月）

ブース数 : 4

### 入口
- ブース数 : 2
  - ETC専用 : 1
  - ETC・一般 : 1

### 出口
- ブース数 : 2
  - ETC専用 : 1
  - 一般（自動精算機） : 1

## 周辺
- 豊前国分寺跡
- みやこ町役場豊津支所
- 福岡県立育徳館中学校・高等学校
- JR新田原駅
- 新行橋病院

## 接続する道路
- 直接接続
  - 国道10号 行橋バイパス
  - 福岡県道58号椎田勝山線
- 間接接続
  - 福岡県道243号節丸新田原停車場線

## 隣
E10 東九州自動車道（ 椎田道路区間を含む）
(2) 行橋IC - (2-1) 今川PA/SIC（行橋今川BS） - (3) みやこ豊津IC -  (4) 築城IC
※徳永交差点 - みやこ豊津IC料金所も法定上は椎田道路の一部ではあるが、実質みやこ豊津ICのランプウェイとなっている。